# 2848 ASP
2848 ASP — астероїд головного поясу, відкритий 8 листопада 1959 року.
Тіссеранів параметр щодо Юпітера — 3,164.